# 학술적 글쓰기
학술적 글쓰기(영어: academic writing)는 지식을 생산하는 것을 목적으로 하는 글쓰기이다.
학술적 글쓰기는 내용이 논증 중심의 글이 될 것, 형식을 갖출 것, 윤리적 조건을 갖출 것을 요구한다. 학술적 글에서 논증은 문제의식에 입각해 주장을 세우고 이에 대한 근거를 마련하면서 그 결과물이 어떤 의의가 있는지 납득시키는 것을 말한다. 형식은 글의 구성, 인용과 각주, 참고 문헌 등을 말한다. 과학 글쓰기의 경우 서론, 재료 및 방법, 결과 및 토의라는 IMRAD의 구성을 취한다. 윤리적 조건은 글쓰기 윤리로 표절, 변조, 위조 없이 학문적 정직성에 입각하여 자신이 직접 연구를 수행해야 함을 말한다.

## 같이 보기
- 학술지
- 학술 출판
- 평론
- 지식 노동자
- 출판
- 방식 장치
- 스타일 가이드